# The Twilight Zone (serie de televisión de 2019)
The Twilight Zone es una serie de televisión web de drama antológico estadounidense, basada en la serie de televisión de 1959 del mismo nombre creada por Rod Serling—que forma parte de la franquicia The Twilight Zone—y que se estrenó el 1 de abril de 2019 en CBS All Access. La segunda temporada se estrenó el 25 de junio de 2020.

## Producción

### Desarrollo
El 19 de diciembre de 2012, se anunció que Bryan Singer había finalizado un acuerdo para desarrollar, ser productor ejecutivo y potencialmente dirigir un tercer resurgimiento de The Twilight Zone para CBS Television Studios. Además, en el momento del anuncio, la producción aún tenía que contratar a un guionista, venderlo a otras cadenas y todavía estaba finalizando un acuerdo con la propiedad de Serling. El 7 de marzo de 2013, se informó que un guionista estaba en negociaciones para unirse a la serie. En 2016, Simon Kinberg y Craig Sweeny se habían unido a la producción y CBS estaba sopesando si vender el proyecto a otras cadenas o servicios de transmisión o colocarlo en su propio CBS All Access. Kinberg finalmente abandonó el proyecto para escribir y dirigir la película Dark Phoenix, Singer y Sweeny pronto también se retiraron.
El 2 de noviembre de 2017, se anunció que CBS estaba reiniciando la serie en su servicio de transmisión, CBS All Access. Además, se informó que Jordan Peele estaba en conversaciones para producir la serie como productor ejecutivo y que Marco Ramírez estaba en conversaciones para servir como showrunner. El 6 de diciembre de 2017, se anunció que CBS produciría la serie. Peele y Ramírez fueron confirmados para ser productores ejecutivos junto a Simon Kinberg, Win Rosenfeld, Audrey Chon, Carol Serling y Rick Berg. También se esperaba que Peele, Ramírez y Kinberg colaboraran juntos en el primer episodio de la serie.
El 6 de agosto de 2018, se confirmó que la primera temporada constaría de diez episodios. Además, se informó que la serie había establecido una sala de escritores y completado conceptos, esquemas y guiones para la primera temporada en varias etapas de desarrollo. No se esperaba que la serie tuviera un showrunner formal, pero el director Greg Yaitanes estaba a cargo de supervisar la continuidad entre los episodios. El 20 de septiembre de 2018, se anunció que, además de ser productor ejecutivo, Peele serviría como narrador y presentador de la serie. El 2 de octubre de 2018, se anunció a través de un video promocional de la serie que Gerard McMurray estaba dirigiendo un episodio con Mathias Herndl como su director de fotografía. El 15 de noviembre de 2018, se informó que Alex Rubens escribiría un episodio de la serie.
El 30 de enero de 2019, se anunció durante la gira de prensa anual de invierno de Television Critics Association que la serie se estrenaría el 1 de abril de 2019.
Se realizó una segunda temporada estrenada en junio de 2020. Participaron actores como: Morena Baccarin, Billy Porter, Colman Domingo, Ethan Embry, Jenna Elfman, Tavi Gevinson, Tony Hale, Abbie Hern, Gillian Jacobs, Sophia Macy, Joel McHale, Chris Meloni, Jimmi Simpson y Daniel Sunjata. 

### Casting
En octubre de 2018, se anunció que Sanaa Lathan y Adam Scott habían sido elegidos en papeles de estrellas invitadas. Se esperaba que Lathan apareciera en un episodio titulado  «Rewind» y Scott en un episodio titulado «Nightmare at 30,000 Feet», una nueva versión del episodio homónimo original de la serie . El 15 de noviembre de 2018, se informó que Kumail Nanjiani había sido elegido para un papel de invitado. En diciembre de 2018, se anunció que John Cho, Allison Tolman, Jacob Tremblay, Erica Tremblay, Steven Yeun, y Greg Kinnear aparecería en papeles de invitados. Cho, Tolman, y los Tremblays aparecerán en un episodio titulado «The Wunderkind» y Yeun y Kinnear en un episodio titulado «The Traveler». El 14 de enero de 2019, se informó que DeWanda Wise, Jessica Williams, Lucinda Dryzek, Jefferson White, y Jonathan Whitesell habían sido elegidos como invitados en un episodio.

### Rodaje
La fotografía principal de la serie fue entre el 1 de octubre de 2018 al 20 de marzo de 2019 en Vancouver, British Columbia, Canadá.

## Episodios
Temporada 1
| N.º | Título                     | Dirigido por           | Escrito por                                                                        | Fecha de lanzamiento original |
| --- | -------------------------- | ---------------------- | ---------------------------------------------------------------------------------- | ----------------------------- |
| 1   | «The Comedian»             | Owen Harris            | Alex Rubens                                                                        | 1 de abril de 2019            |
| 2   | «Nightmare at 30,000 Feet» | Greg Yaitanes          | Historia por: Simon Kinberg, Jordan Peele y Marco Ramírez Guion por: Marco Ramírez | 1 de abril de 2019            |
| 3   | «Replay»                   | Gerard McMurray        | Selwyn Seyfu Hinds                                                                 | 11 de abril de 2019           |
| 4   | «A Traveler»               | Ana Lily Amirpour      | Glen Morgan                                                                        | 18 de abril de 2019           |
| 5   | «The Wunderkind»           | Richard Shepard        | Andrew Guest                                                                       | 25 de abril de 2019           |
| 6   | «Six Degrees of Freedom»   | Jakob Verbruggen       | Heather Anne Campbell y Glen Morgan                                                | 2 de mayo de 2019             |
| 7   | «Not All Men»              | Christina Choe         | John Griffin                                                                       | 9 de mayo de 2019             |
| 8   | «Point of Origin»          | Mathias Herndl         | John Griffin                                                                       | 16 de mayo de 2019            |
| 9   | «The Blue Scorpion»        | Craig William Macneill | Glen Morgan                                                                        | 23 de mayo de 2019            |
| 10  | «Blurryman»                | Simon Kinberg          | Alex Rubens                                                                        | 30 de mayo de 2019            |

Temporada 2
| N.º | Título                | Dirigido por   | Escrito por                 | Fecha de lanzamiento original |
| --- | --------------------- | -------------- | --------------------------- | ----------------------------- |
| 1   | «Meet in the Middle»  | Mathias Herndl | Emily C. Chang & Sara Amini | 24 de junio de 2020           |
| 2   | «Downtime»            | -              | -                           | 24 de junio de 2020           |
| 3   | «The Who of You»      | -              | -                           | 24 de junio de 2020           |
| 4   | «Ovation»             | -              | -                           | 24 de junio de 2020           |
| 5   | «Among The Untrodden» | -              | -                           | 24 de junio de 2020           |
| 6   | «8»                   | -              | -                           | 24 de junio de 2020           |
| 7   | «A Human Face»        | -              | -                           | 24 de junio de 2020           |
| 8   | «A Small Town»        | -              | -                           | 24 de junio de 2020           |
| 9   | «Try, Try»            | -              | -                           | 24 de junio de 2020           |
| 10  | «You Might Also Like» | -              | -                           | 24 de junio de 2020           |